# Oeneis harperi
Oeneis harperi är en fjärilsart som beskrevs av Dos Passos 1976. Oeneis harperi ingår i släktet Oeneis och familjen praktfjärilar. Inga underarter finns listade i Catalogue of Life.